# Procerosoma prominens
Procerosoma prominens är en tvåvingeart som beskrevs av Lonsdale och Marshall 2006. Procerosoma prominens ingår i släktet Procerosoma och familjen träflugor. Inga underarter finns listade i Catalogue of Life.